# Saison 2019-2020 du FC Barcelone
Maillots
Chronologie
Saison précédente Saison suivante
La saison 2019-2020 du FC Barcelone est la 121e depuis la fondation du FC Barcelone. Elle fait suite à la saison 2018-2019 qui a vu le Barça remporter la Supercoupe et le Championnat d'Espagne.
Lors de la saison 2019-2020, le FC Barcelone est engagé dans quatre compétitions officielles : championnat d'Espagne, Ligue des Champions, Coupe du Roi et Supercoupe d'Espagne.
L'été 2019 est marqué par les arrivées de Frenkie de Jong et d'Antoine Griezmann.
En janvier 2020, l'entraîneur Ernesto Valverde est remplacé par Quique Setién.

## Pré-saison

### Juin
Le 26 juin 2019, le gardien remplaçant Jasper Cillessen est transféré vers Valence CF pour un montant de 35 M€. Le jour suivant, le gardien brésilien Neto arrive au Barça en provenance de Valence pour un montant de 26 M€ (+ 9 en variables).

### Juillet

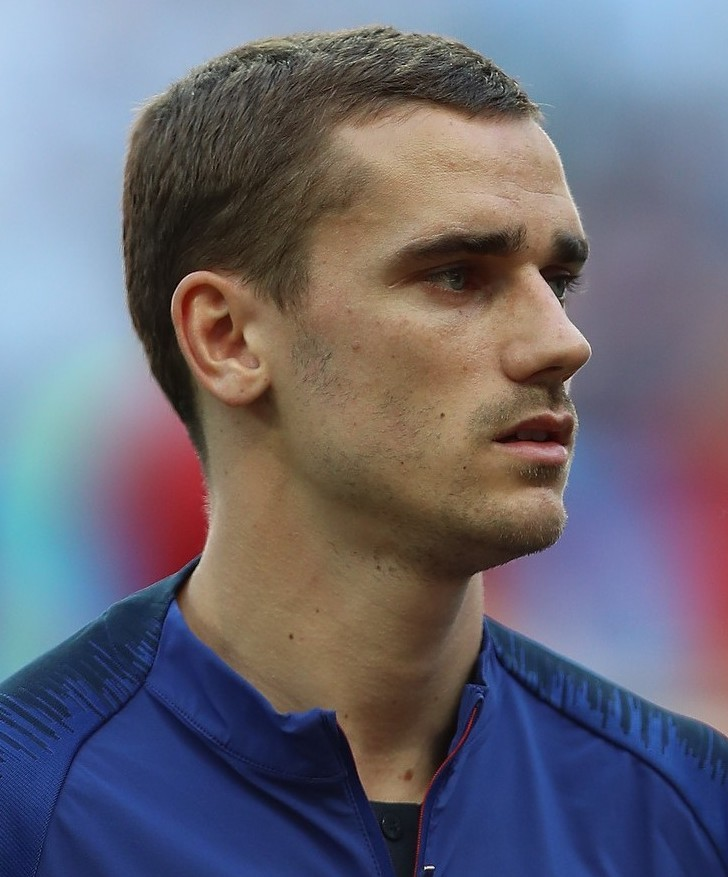
Antoine Griezmann rejoint le FC Barcelone en juillet 2019.

Le 12 juillet, le club annonce l'arrivée de l'international français Antoine Griezmann. Il devient le 25e joueur français de l'histoire du club.
Les entraînements reprennent le 14 juillet 2019. Cinq joueurs de l'équipe réserve commencent la pré-saison avec l'équipe première : Iñaki Peña, Oriol Busquets, Álex Collado, Riqui Puig et Carles Pérez.
Le 20 juillet, l'équipe s'envole vers le Japon pour y effectuer une tournée. Le 23 juillet, Barcelone perd 2 à 1 face à Chelsea au Stade Saitama 2002.
Le 27, au stade du parc Misaki, le Barça bat 2 à 0 le Vissel Kobe où jouent Andrés Iniesta et David Villa.

## Saison

### Août
Le 4 août, lors du traditionnel Trophée Gamper, Barcelone s'impose 2 à 1 face à Arsenal au Camp Nou devant 98 812 spectateurs. Le même jour, le club annonce l'arrivée du latéral gauche hispano-dominicain Junior Firpo.
Ensuite, Barcelone se déplace aux États-Unis pour y affronter Naples à deux reprises, le 7 août au Hard Rock Stadium de Miami (victoire du Barça 2 à 1) et le 10 au Michigan Stadium (victoire du Barça 4 à 0).
Barcelone, privé de Messi blessé, commence le championnat d'Espagne par une défaite 1 à 0 le 16 août face à l'Athletic Bilbao au stade de San Mamés. Philippe Coutinho est prêté au Bayern Munich.
Le 25, le Barça bat 5 à 2 le Real Betis au Camp Nou (2e journée de championnat). Messi, Dembélé et Suárez sont indisponibles ce qui oblige Valverde à convoquer le jeune Ansu Fati âgé de 16 ans. Ansu Fati débute et devient le deuxième joueur le plus jeune de l'histoire du Barça.
Le 31, Barcelone concède le nul 2 à 2 face au néo-promu Osasuna au stade El Sadar de Pampelune (3e journée de championnat). Ansu Fati marque un but et devient ainsi le plus jeune buteur en Liga de l'histoire du FC Barcelone (16 ans et 304 jours).

### Septembre
Le 14, le Barça bat 5 à 2 Valence CF au Camp Nou avec un Ansu Fati étincelant, auteur du premier but (4e journée de championnat).
Le 17, Barcelone commence son parcours en Ligue des champions en faisant match nul 0 à 0 face au Borussia Dortmund au Signal Iduna Park. Ansu Fati est titularisé ce qui fait de lui le plus jeune joueur de l'histoire du Barça à avoir joué en compétition européenne. Lionel Messi joue son premier match de la saison en rentrant en 2e mi-temps.
Le 21, Barcelone perd 2 à 0 face au néo-promu Grenade CF au Nuevo Los Cármenes (5e journée de championnat).
Le 23, Lionel Messi remporte le prix The Best décerné par la FIFA au meilleur joueur de la saison passée.
Le 24, le Barça bat 2 à 1 Villarreal CF au Camp Nou (6e journée de championnat).
Le 28, Barcelone s'impose 2 à 0 face au Getafe CF au Coliseum Alfonso Pérez (7e journée de championnat).

### Octobre
Le 2 octobre, devant 86 000 spectateurs, Barcelone bat 2 à 1 l'Inter de Milan au Camp Nou avec un doublé de Luis Suárez (2e journée de la Ligue des champions). Suárez totalise désormais en Ligue des champions 22 buts en 50 matches avec le Barça (seuls Messi, avec 112 buts, et Rivaldo, avec 25 buts, en ont marqué davantage).
Le 6 octobre, Barcelone bat 4 à 0 le Séville FC au Camp Nou (8e journée de championnat). Le jeune défenseur Ronald Araújo débute avec le Barça.
Le 19, le Barça bat 3 à 0 Eibar au Stade d'Ipurúa (9e journée de championnat) et prend la tête du classement pour la première fois de la saison. Antoine Griezmann, Lionel Messi et Luis Suárez inscrivent les buts barcelonais.
Le 23, Barcelone bat 2 à 1 le Slavia Prague au Eden Aréna (3e journée de la Ligue des champions). Lionel Messi devient le premier joueur de l'histoire à avoir inscrit au moins un but lors de quinze éditions consécutives de la Ligue des champions.
Le 29, le Barça bat 5 à 1 le Real Valladolid au Camp Nou (11e journée de championnat). Lionel Messi, auteur de deux buts, récupère son meilleur niveau de jeu après un début de saison marqué par une blessure.

### Novembre
Le 2 novembre, Barcelone perd 3 à 1 face à Levante au Stade Ciudad de Valencia (12e journée de championnat).
Le 5, Barcelone concède le nul 0 à 0 face au Slavia Prague au Camp Nou (4e journée de la Ligue des champions).
Le 9, le Barça bat 4 à 1 le Celta de Vigo au Camp Nou (13e journée de championnat). Messi inscrit un hat-trick.
Le 23, Barcelone bat 2 à 1 Leganés au Stade de Butarque (14e journée de championnat).
Le 27, le Barça bat 3 à 1 le Borussia Dortmund au Camp Nou (5e journée de la Ligue des champions). Lionel Messi joue son 700e match sous les couleurs du Barça (613 buts et 240 passes décisives). Cette victoire permet à Barcelone de s'assurer la première place de son groupe et de se qualifier pour les huitièmes de finale.
Le 29, le FC Barcelone célèbre son 120e anniversaire.

### Décembre
Le 1er décembre, Barcelone s'impose 1 à 0 face à l'Atlético de Madrid au Wanda Metropolitano grâce à un but de Lionel Messi (15e journée de championnat).
Le 2, Lionel Messi remporte le Ballon d'or 2019. Il s'agit de son sixième Ballon d'or.
Le 7, le Barça bat 5 à 2 le néo-promu RCD Majorque au Camp Nou (16e journée de championnat). Antoine Griezmann ouvre la marque à la suite d'une passe de Marc-André ter Stegen, Lionel Messi inscrit un triplé tandis que Luis Suárez marque d'une superbe talonnade.
Le 10, le Barça, sans la plupart de ses titulaires, bat 2 à 1 l'Inter de Milan au Stade Giuseppe-Meazza (6e journée de la Ligue des champions). Carles Pérez, qui joue son premier match en LDC, ouvre la marque, puis Ansu Fati inscrit le but de la victoire devenant ainsi le plus jeune buteur de l'histoire de la Ligue des champions à l'âge de 17 ans et 40 jours.
Le 14, Barcelone fait match nul 2 à 2 face à la Real Sociedad au Stade d'Anoeta (17e journée de championnat). Le Barça conserve la première place du classement à égalité de points avec le Real Madrid.
Le 16, Barcelone tombe sur Naples lors du tirage au sort des huitièmes de finale de la Ligue des champions. Il s'agit de la première visite de Lionel Messi au stade San Paolo, l'ancien antre de son compatriote Diego Maradona.
Le 18, Barcelone fait match nul 0 à 0 face au Real Madrid au Camp Nou lors du premier clásico de la saison (match en retard de la 10e journée de championnat).
Le 21, le Barça bat 4 à 1 le Deportivo Alavés au Camp Nou (18e journée de championnat) et termine l'année en tête du classement avec deux points d'avance sur le Real Madrid.

### Janvier
Le 4 janvier 2020, Barcelone fait match nul 2 à 2 lors du derby barcelonais face à l'Espanyol de Barcelone au RCDE Stadium (19e journée de championnat). Barcelone, qui compte 40 points, est rejoint en tête du classement par le Real Madrid, mais le Barça est champion d'hiver grâce au goal-average.
Le 9, Barcelone perd 3 à 2 face à l'Atlético de Madrid au Stade Roi-Abdallah de Djeddah la demi-finale de la Supercoupe d'Espagne qui inaugure son nouveau format à quatre équipes.
Le 11, le club annonce que Luis Suárez sera absent pendant quatre mois en raison d'une blessure au genou.
Le 13 janvier, l'entraîneur Ernesto Valverde est limogé. Il est remplacé par Quique Setién.
Le 19 janvier 2020, Barcelone bat 1 à 0 Grenade CF au Camp Nou (20e journée de championnat). Le jeune Riqui Puig joue son premier match de la saison.
Le 22, Barcelone commence son parcours en Coupe du Roi en s'imposant 2 à 1 sur le terrain de l'UD Ibiza (1/16 de finale de la Coupe du Roi). Antoine Griezmann inscrit les deux buts.
Le 25, le Barça perd 2 à 0 face à Valence CF au Stade de Mestalla (21e journée de championnat) et cède la tête du championnat au Real Madrid.
Le 30, Barcelone bat 5 à 0 Leganés au Camp Nou lors des 1/8 de finale de la Coupe du Roi.
Le 31, le club annonce l'arrivée de l'attaquant portugais Francisco Trincão pour la saison prochaine.

### Février
Le 2 février, Barcelone bat 2 à 1 Levante UD au Camp Nou grâce à un doublé du jeune Ansu Fati (22e journée de championnat). Ansu Fati devient ainsi, à l'âge de 17 ans et 94 jours, le plus jeune joueur de l'histoire auteur d'un doublé en Liga.
Le 6, le Barça perd 1 à 0 et est éliminé face à l'Athletic Bilbao lors des quarts de finale de la Coupe du Roi au Stade de San Mamés.
Le 9, Barcelone s'impose 3 à 2 face au Real Betis au Stade Benito-Villamarín (23e journée de championnat). Messi ne marque pas mais donne les trois passes décisives.
Le 15, le Barça bat 2 à 1 Getafe CF au Camp Nou (24e journée de championnat).
Le 17, Lionel Messi devient le premier footballeur qui reçoit le prestigieux Prix Laureus du meilleur sportif de l'année.
Le 20, le club recrute l'attaquant danois Martin Braithwaite en raison de la blessure de longue durée d'Ousmane Dembélé.
Le 22, Barcelone bat 5 à 0 Eibar au Camp Nou (25e journée de championnat). Lionel Messi marque quatre buts consolidant ainsi sa première place au classement des buteurs. Le FC Barcelone devient le club qui a marqué le plus de buts dans l'histoire de la Liga avec 6151 buts. Barcelone reprend la tête du classement avec deux points d'avance sur le Real Madrid.
Le 25, Barcelone fait match nul 1 à 1 face à Naples au stade San Paolo (huitièmes de finale aller de la Ligue des champions). Lionel Messi visite pour la première fois l'ancien antre de son compatriote Diego Maradona.

### Mars
Le 1er mars, le Barça perd 2 à 0 face au Real Madrid au Stade Santiago Bernabéu (26e journée de championnat).
Le 7, Barcelone bat 1 à 0 la Real Sociedad au Camp Nou (27e journée de championnat) et reprend la tête du classement avec deux points d'avance sur le Real Madrid.
Le 11 mars, la Fédération espagnole de football décide de suspendre le championnat en raison de la pandémie de Covid-19.

### Avril
Aucun match n'a lieu.

### Mai
Aucun match n'a lieu mais l'entraînement reprend le 8 mai.

### Juin
Après la pandémie de Covid-19, le championnat d'Espagne reprend le 11 juin sans public et prévoit de jouer les onze journées restantes en cinq semaines (fin du championnat le 19 juillet),.
Le 13 juin, Barcelone s'impose 4 à 0 face au RCD Majorque au Stade de Son Moix (28e journée de championnat). Lionel Messi donne deux passes décisives et marque un but. Le Danois Martin Braithwaite inscrit son premier but sous les couleurs du Barça tandis que Luis Suárez fait son retour après cinq mois d'absence en raison d'une blessure. Le jeune défenseur Ronald Araújo est titularisé pour la première fois.
Le 16, Barcelone bat 2 à 0 Leganés au Camp Nou (29e journée de championnat) grâce à des buts d'Ansu Fati et Lionel Messi (le 699e de sa carrière, 629 avec Barcelone et 70 avec l'Argentine).
Le 19, le Barça fait match nul 0 à 0 face au Séville FC au Stade Sánchez Pizjuán (30e journée de championnat). Ce nul concédé permet au Real Madrid de reprendre la tête du classement.
Le 23, Barcelone bat 1 à 0 l'Athletic Bilbao au Camp Nou (31e journée de championnat) grâce à un but d'Ivan Rakitić.
Le 27, le Barça fait match nul 2 à 2 face au Celta de Vigo au Stade de Balaídos (32e journée de championnat).
Le 29, le club annonce le départ d'Arthur Melo et l'arrivée de Miralem Pjanić pour la saison prochaine.
Le 30, Barcelone fait match nul 2 à 2 face à l'Atlético de Madrid au Camp Nou (33e journée de championnat). Lionel Messi inscrit son 700e but d'un penalty tiré à la Panenka.

### Juillet
Le 5 juillet, Barcelone bat 4 à 1 Villarreal CF au Stade de la Céramique (34e journée de championnat).
Le 8, le Barça remporte le derby barcelonais 1 à 0 au Camp Nou face à l'Espanyol de Barcelone (35e journée de championnat). Luis Suárez inscrit le seul but de la partie. Cette défaite précipite l'Espanyol en deuxième division.
Le 11, Barcelone bat 1 à 0 le Real Valladolid au Stade José Zorrilla (36e journée de championnat).
Le 16, le Barça perd 2 à 1 face à Osasuna au Camp Nou (37e journée de championnat). Le Real Madrid remporte le titre. Après le match, Lionel Messi appelle l'équipe à faire une autocritique en estimant qu'elle a été irrégulière, battue à l'intensité ou à l'envie.
Le 19 juillet, Barcelone termine le championnat en battant 5 à 0 le Deportivo Alavés au Stade de Mendizorroza (38e journée de championnat).

### Août
Le 8 août, la Ligue des champions reprend ses droits avec le 1/8 de finale retour au Camp Nou face à Naples (le match aller a eu lieu le 25 février avec un résultat de 1 à 1). Barcelone bat Naples 3 à 1 et se qualifie pour les quarts-de-finale pour la 13e fois consécutive.
Le 14, Barcelone est battu 8 à 2 par le Bayern Munich au Estádio da Luz de Lisbonne (1/4 de finale de la Ligue des champions).
Le 17, l'entraîneur Quique Setién est limogé de même que le directeur sportif Éric Abidal, remplacés dès le 19 août par Ronald Koeman et Ramón Planes respectivement. Le président Josep Maria Bartomeu annonce des élections pour le 15 mars 2021.

## Transferts
| Nom                  | Nationalité | Poste      | Forme                          | Période | Provenance/Destination   | Division           |
| Arrivées             |             |            |                                |         |                          |                    |
| Antoine Griezmann    | France      | Attaquant  | 120 M€                         | Été     | Atlético de Madrid       | La Liga            |
| Frenkie de Jong      | Pays-Bas    | Milieu     | 75 M€ (+var. 11 M€)            | Été     | Ajax Amsterdam           | Eredivisie         |
| Neto                 | Brésil      | Gardien    | 26 M€ (+var. 9 M€)             | Été     | Valence CF               | La Liga            |
| Junior Firpo         | Espagne     | Défenseur  | 18 M€ (+var. 12 M€)            | Été     | Real Betis               | La Liga            |
| Marc Cucurella       | Espagne     | Défenseur  | 4 M€                           | Été     | SD Eibar                 | La Liga            |
| Hiroki Abe           | Japon       | Attaquant  | 2 M€                           | Été     | Kashima Antlers          | J1League           |
| Moussa Wagué         | Sénégal     | Défenseur  | Promu de l'équipe réserve      | Été     | FC Barcelone B           | Segunda Division B |
| Martin Braithwaite   | Danemark    | Attaquant  | 18 M€                          | Hiver   | CD Leganés               | La Liga            |
| Quique Setién        | Espagne     | Entraîneur | Libre                          | Hiver   |                          |                    |
| Arda Turan           | Turquie     | Milieu     | Retour de Prêt                 | Hiver   | Istanbul BB              | Süper Lig          |
| Départs              |             |            |                                |         |                          |                    |
| Malcom               | Brésil      | Attaquant  | 40 M€ (+var. 5 M€)             | Été     | Zénith Saint-Pétersbourg | Première Ligue     |
| Jasper Cillessen     | Pays-Bas    | Gardien    | 35 M€                          | Été     | Valence CF               | La Liga            |
| André Gomes          | Portugal    | Milieu     | Levée d'option d'achat (25 M€) | Été     | Everton FC               | Premier League     |
| Denis Suárez         | Espagne     | Milieu     | 12,9 M€ (+var. 3,1 M€)         | Été     | Celta Vigo               | La Liga            |
| Sergi Palencia       | Espagne     | Défenseur  | 2 M€                           | Été     | AS Saint-Étienne         | Ligue 1            |
| Philippe Coutinho    | Brésil      | Milieu     | Prêt Payant (8,5 M€)           | Été     | Bayern Munich            | Bundesliga         |
| Rafinha              | Brésil      | Milieu     | Prêt Payant (1,5 M€)           | Été     | Celta Vigo               | La Liga            |
| Marc Cucurella       | Espagne     | Défenseur  | Prêt                           | Été     | Getafe CF                | La Liga            |
| Juan Miranda         | Espagne     | Défenseur  | Prêt                           | Été     | Schalke 04               | Bundesliga         |
| Emerson              | Brésil      | Défenseur  | Prêt                           | Été     | Real Betis               | La Liga            |
| Oriol Busquets       | Espagne     | Milieu     | Prêt                           | Été     | FC Twente                | Eredivisie         |
| Thomas Vermaelen     | Belgique    | Défenseur  | Fin de contrat                 | Été     | Vissel Kobe              | J1League           |
| Douglas              | Brésil      | Défenseur  | Fin de contrat                 | Été     | Beşiktaş                 | Süper Lig          |
| Jeison Murillo       | Colombie    | Défenseur  | Fin de prêt                    | Été     | Valence CF               | La Liga            |
| Kevin-Prince Boateng | Ghana       | Attaquant  | Fin de prêt                    | Été     | Sassuolo                 | Série A            |
| Ernesto Valverde     | Espagne     | Entraineur | Contrat Résilié                | Hiver   |                          |                    |
| Carles Aleñá         | Espagne     | Milieu     | Prêt                           | Hiver   | Real Betis               | La Liga            |
| Jean-Clair Todibo    | France      | Défenseur  | Prêt Payant (1,5 M€)           | Hiver   | Schalke 04               | Bundesliga         |
| Carles Pérez         | Espagne     | Attaquant  | Prêt Payant (1 M€)             | Hiver   | AS Rome                  | Serie A            |
| Moussa Wagué         | Sénégal     | Défenseur  | Prêt                           | Hiver   | OGC Nice                 | Ligue 1            |

### Effectif 2019-2020
Ce tableau liste l'effectif professionnel du FC Barcelone actuel pour la saison 2019-2020.

## Compétitions

### Liga Santander

#### Calendrier
| Date       | J.  | Adversaire            | Lieu                                 | Score | Buteurs                                                  |
| ---------- | --- | --------------------- | ------------------------------------ | ----- | -------------------------------------------------------- |
| 16/08/2019 | 1re | Athletic Bilbao       | San Mamés, Bilbao                    | 1-0   |                                                          |
| 25/08/2019 | 2e  | Real Betis            | Camp Nou, Barcelone                  | 5-2   | Griezmann 41e 50e, Pérez 56e, Alba 60e, Vidal 77e        |
| 31/08/2019 | 3e  | Osasuna               | El Sadar, Pampelune                  | 2-2   | Fati 51e, Arthur 64e                                     |
| 14/09/2019 | 4e  | Valence CF            | Camp Nou, Barcelone                  | 5-2   | Fati 2e, de Jong 7e, Piqué 51e, Suárez 61e 82e           |
| 21/09/2019 | 5e  | Grenade CF            | Nuevo Los Cármenes, Grenade          | 2-0   |                                                          |
| 24/09/2019 | 6e  | Villarreal CF         | Camp Nou, Barcelone                  | 2-1   | Griezmann 6e, Arthur 15e                                 |
| 28/09/2019 | 7e  | Getafe CF             | Coliseum Alfonso Pérez, Getafe       | 0-2   | Suárez 41e, Firpo 49e                                    |
| 06/10/2019 | 8e  | Séville FC            | Camp Nou, Barcelone                  | 4-0   | Suárez 27e, Vidal 32e, Dembélé 35e, Messi 78e            |
| 19/10/2019 | 9e  | SD Eibar              | Stade d'Ipurúa, Eibar                | 0-3   | Griezmann 13e, Messi 58e, Suárez 66e                     |
| 18/12/2019 | 10e | Real Madrid           | Camp Nou, Barcelone                  | 0-0   |                                                          |
| 29/10/2019 | 11e | Real Valladolid       | Camp Nou, Barcelone                  | 5-1   | Lenglet 2e, Vidal 29e, Messi 34e 75e, Suárez 77e         |
| 02/11/2019 | 12e | Levante UD            | Ciudad de Valencia, Valence          | 3-1   | Messi 38e (pen.)                                         |
| 09/11/2019 | 13e | Celta de Vigo         | Camp Nou, Barcelone                  | 4-1   | Messi 23e (pen.) 45+1e 48e, Busquets 85e                 |
| 23/11/2019 | 14e | CD Leganés            | Stade de Butarque, Leganés           | 1-2   | Suárez 53e, Vidal 79e                                    |
| 01/12/2019 | 15e | Atlético de Madrid    | Wanda Metropolitano, Madrid          | 0-1   | Messi 86e                                                |
| 07/12/2019 | 16e | RCD Majorque          | Camp Nou, Barcelone                  | 5-2   | Griezmann 7e, Messi 17e 43e 83e, Suárez 43e              |
| 14/12/2019 | 17e | Real Sociedad         | Stade d'Anoeta, Saint-Sébastien      | 2-2   | Griezmann 38e, Suárez 49e                                |
| 21/12/2019 | 18e | Alavés                | Camp Nou, Barcelone                  | 4-1   | Griezmann 14e, Vidal 45e, Messi 69e, Suárez 75e (pen.)   |
| 04/01/2020 | 19e | Espanyol de Barcelone | RCDE Stadium, Cornellà de Llobregat  | 2-2   | Suárez 50e, Vidal 59e                                    |
| 19/01/2020 | 20e | Grenade CF            | Camp Nou, Barcelone                  | 1-0   | Messi 76e                                                |
| 25/01/2020 | 21e | Valence CF            | Stade de Mestalla, Valence           | 2-0   |                                                          |
| 02/02/2020 | 22e | Levante UD            | Camp Nou, Barcelone                  | 2-1   | Fati 30e 32e                                             |
| 09/02/2020 | 23e | Real Betis            | Stade Benito-Villamarín, Séville     | 2-3   | de Jong 9e, Busquets 45+3e, Lenglet 72e                  |
| 15/02/2020 | 24e | Getafe CF             | Camp Nou, Barcelone                  | 2-1   | Griezmann 33e, Roberto 39e                               |
| 22/02/2020 | 25e | SD Eibar              | Camp Nou, Barcelone                  | 5-0   | Messi 14e 37e 40e 87e, Arthur 89e                        |
| 01/03/2020 | 26e | Real Madrid           | Stade Santiago Bernabéu, Madrid      | 2-0   |                                                          |
| 07/03/2020 | 27e | Real Sociedad         | Camp Nou, Barcelone                  | 1-0   | Messi 81e (pen.)                                         |
| 13/06/2020 | 28e | RCD Majorque          | Stade de Son Moix, Palma de Majorque | 0-4   | Vidal 2e, Braithwaite 37e, Alba 79e, Messi 90+3e         |
| 16/06/2020 | 29e | CD Leganés            | Camp Nou, Barcelone                  | 2-0   | Fati 42e, Messi 69e (pen.)                               |
| 19/06/2020 | 30e | Séville FC            | Stade Ramón-Sánchez-Pizjuán, Séville | 0-0   |                                                          |
| 23/06/2020 | 31e | Athletic Bilbao       | Camp Nou, Barcelone                  | 1-0   | Rakitic 71e                                              |
| 27/06/2020 | 32e | Celta de Vigo         | Stade de Balaídos, Vigo              | 2-2   | Suárez 20e 67e                                           |
| 30/06/2020 | 33e | Atlético de Madrid    | Camp Nou, Barcelone                  | 2-2   | Diego Costa 12e (csc), Messi 50e (pen.)                  |
| 05/07/2020 | 34e | Villarreal CF         | Estadio de la Cerámica, Villarreal   | 1-4   | Pau Torres 3e (csc), Suárez 20e, Griezmann 45e, Fati 87e |
| 08/07/2020 | 35e | Espanyol de Barcelone | Camp Nou, Barcelone                  | 1-0   | Suárez 56e                                               |
| 11/07/2020 | 36e | Real Valladolid       | Stade José Zorrilla, Valladolid      | 0-1   | Vidal 15e                                                |
| 16/07/2020 | 37e | Osasuna               | Camp Nou, Barcelone                  | 1-2   | Messi 62e                                                |
| 19/07/2020 | 38e | Alavés                | Stade de Mendizorroza, Vitoria       | 0-5   | Fati 24e, Messi 34e 75e, Suárez 44e, Semedo 57e          |

#### Classement
Le classement est établi sur le barème de points classique (victoire à 3 points, match nul à 1, défaite à 0).
Pour départager les égalités, on tient d'abord compte des points en confrontations directes, puis de la différence de buts en confrontations directes, puis de la différence de buts générale, puis du nombre de buts marqués et enfin du nombre de points de Fair-Play.
| Rang | Équipe                | Pts | J  | G  | N  | P  | Bp | Bc | Diff |
| ---- | --------------------- | --- | -- | -- | -- | -- | -- | -- | ---- |
| 1    | Real Madrid S         | 87  | 38 | 26 | 9  | 3  | 70 | 25 | +45  |
| 2    | FC Barcelone T        | 82  | 38 | 25 | 7  | 6  | 86 | 38 | +48  |
| 3    | Atlético de Madrid    | 70  | 38 | 18 | 16 | 4  | 51 | 27 | +24  |
| 4    | Séville FC            | 70  | 38 | 19 | 13 | 6  | 54 | 34 | +20  |
| 5    | Villarreal CF         | 60  | 38 | 18 | 6  | 14 | 63 | 49 | +14  |
| 6    | Real Sociedad         | 56  | 38 | 16 | 8  | 14 | 56 | 48 | +8   |
| 7    | Grenade CF P          | 56  | 38 | 16 | 8  | 14 | 52 | 45 | +7   |
| 8    | Getafe CF             | 54  | 38 | 14 | 12 | 12 | 43 | 37 | +6   |
| 9    | Valence CF            | 53  | 38 | 14 | 11 | 13 | 46 | 53 | -7   |
| 10   | CA Osasuna P          | 52  | 38 | 13 | 13 | 12 | 46 | 54 | -8   |
| 11   | Athletic Bilbao       | 51  | 38 | 13 | 12 | 13 | 41 | 38 | +3   |
| 12   | Levante UD            | 49  | 38 | 14 | 7  | 17 | 47 | 53 | -6   |
| 13   | Real Valladolid       | 42  | 38 | 9  | 15 | 14 | 32 | 43 | -11  |
| 14   | SD Eibar              | 42  | 38 | 11 | 9  | 18 | 39 | 56 | -17  |
| 15   | Real Betis            | 41  | 38 | 10 | 11 | 17 | 48 | 60 | -12  |
| 16   | Deportivo Alavés      | 39  | 38 | 10 | 9  | 19 | 34 | 59 | -25  |
| 17   | Celta de Vigo         | 37  | 38 | 7  | 16 | 15 | 37 | 49 | -12  |
| 18   | CD Leganés            | 36  | 38 | 8  | 12 | 18 | 30 | 51 | -21  |
| 19   | RCD Majorque P        | 33  | 38 | 9  | 6  | 23 | 40 | 65 | -25  |
| 20   | Espanyol de Barcelone | 25  | 38 | 5  | 10 | 23 | 27 | 58 | -31  |

Qualifications européennes
Ligue des champions 2020-2021
- 1er, 2e, 3e, et 4e : phase de groupes

Ligue Europa 2020-2021
- 5e  : phase de groupes
- 6e  : 2e tour de qualification

Relégation
- 18e, 19e et 20e : relégation en Liga 2

Abréviations
- T : Tenant du titre
- C : Vainqueur de la Coupe du Roi 2019-2020
- S : Vainqueur de la Supercoupe d'Espagne 2019
- P : Promus de Liga 2

#### Évolution du classement et des résultats
| Journée  | 1  | 2 | 3 | 4 | 5 | 6 | 7 | 8 | 9 | 10 | 11 | 12 | 13 | 14 | 15 | 16 | 17 | 18 | 19 | 20 | 21 | 22 | 23 | 24 | 25 | 26 | 27 | 28 | 29 | 30 | 31 | 32 | 33 | 34 | 35 | 36 | 37 | 38 | Journées en tête |
| -------- | -- | - | - | - | - | - | - | - | - | -- | -- | -- | -- | -- | -- | -- | -- | -- | -- | -- | -- | -- | -- | -- | -- | -- | -- | -- | -- | -- | -- | -- | -- | -- | -- | -- | -- | -- | ---------------- |
| Résultat | D  | V | N | V | D | V | V | V | V | N  | V  | D  | V  | V  | V  | V  | N  | V  | N  | V  | D  | V  | V  | V  | V  | D  | V  | V  | V  | N  | V  | N  | N  | V  | V  | V  | D  | V  | —                |
| Rang     | 15 | 9 | 8 | 5 | 8 | 6 | 4 | 2 | 1 | 2  | 1  | 1  | 1  | 1  | 1  | 1  | 1  | 1  | 1  | 1  | 2  | 2  | 2  | 2  | 1  | 2  | 1  | 1  | 1  | 2  | 2  | 2  | 2  | 2  | 2  | 2  | 2  | 2  | 15               |

### Ligue des Champions

#### Calendrier
| Date       | J.  | Adversaire        | Lieu                        | Score | Buteurs                              |
| 17/09/2019 | 1re | Borussia Dortmund | Signal Iduna Park, Dortmund | 0-0   |                                      |
| 02/10/2019 | 2e  | Inter Milan       | Camp Nou, Barcelone         | 2-1   | Suárez 58e 84e                       |
| 23/10/2019 | 3e  | SK Slavia Prague  | Eden Aréna, Prague          | 1-2   | Messi 3e, Olayinka 57e (csc)         |
| 05/11/2019 | 4e  | SK Slavia Prague  | Camp Nou , Barcelone        | 0-0   |                                      |
| 27/11/2019 | 5e  | Borussia Dortmund | Camp Nou, Barcelone         | 3-1   | Suárez 29e, Messi 32e, Griezmann 67e |
| 10/12/2019 | 6e  | Inter Milan       | Giuseppe Meazza,Milan       | 1-2   | Pérez 23e, Fati 86e                  |

#### Classement
| Rang | Équipe            | Pts | J | G | N | P | Bp | Bc | Diff |
| ---- | ----------------- | --- | - | - | - | - | -- | -- | ---- |
| 1    | FC Barcelone      | 14  | 6 | 4 | 2 | 0 | 9  | 4  | +5   |
| 2    | Borussia Dortmund | 10  | 6 | 3 | 1 | 2 | 8  | 8  | 0    |
| 3    | Inter Milan       | 7   | 6 | 2 | 1 | 3 | 10 | 9  | +1   |
| 4    | SK Slavia Prague  | 2   | 6 | 0 | 2 | 4 | 4  | 10 | -6   |

#### 1/8 de finale
| Date       | Tour      | Adversaire | Lieu                    | Score | Buteurs                                     |
| 25/02/2020 | 8e aller  | SSC Naples | Stade San Paolo, Naples | 1-1   | Griezmann 57e                               |
| 08/08/2020 | 8e retour | SSC Naples | Camp Nou, Barcelone     | 3-1   | Lenglet 10e, Messi 23e, Suárez 45+1e (pen.) |

#### 1/4 de finale
| Date       | Tour          | Adversaire    | Lieu                     | Score | Buteurs                    |
| 14/08/2020 | 1/4 de finale | Bayern Munich | Estádio da Luz, Lisbonne | 2-8   | Alaba 7e (csc), Suárez 57e |

### Supercoupe d'Espagne
| Date       | Tour        | Adversaire         | Lieu                        | Score | Buteurs                  |
| 09/01/2020 | Demi-finale | Atlético de Madrid | Stade Roi-Abdallah, Djeddah | 2-3   | Messi 51e, Griezmann 62e |

### Coupe du Roi
| Date       | Tour           | Adversaire      | Lieu                                 | Score | Buteurs                                              |
| 22/01/2020 | 1/16 de finale | UD Ibiza        | Stade municipal de Can Misses, Ibiza | 1-2   | Griezmann 72e 90+4e                                  |
| 30/01/2020 | 1/8 de finale  | CD Leganés      | Camp Nou, Barcelone                  | 5-0   | Griezmann 4e, Lenglet 27e, Messi 59e 89e, Arthur 77e |
| 06/02/2020 | 1/4 de finale  | Athletic Bilbao | Stade de San Mamés, Bilbao           | 1-0   |                                                      |

## Statistiques

### Statistiques des buteurs
mis à jour le 19 août 2020
| Place   | Nom                              | Liga | Coupe du Roi | Ligue des Champions | Supercoupe d'Espagne | TOTAL des buts |
| ------- | -------------------------------- | ---- | ------------ | ------------------- | -------------------- | -------------- |
| 1       | Messi                            | 25   | 2            | 3                   | 1                    | 31             |
| 2       | Suárez                           | 16   | 0            | 5                   | 0                    | 21             |
| 3       | Griezmann                        | 9    | 3            | 2                   | 1                    | 15             |
| 4       | Vidal                            | 8    | 0            | 0                   | 0                    | 8              |
| 4       | Fati                             | 7    | 0            | 1                   | 0                    | 8              |
| 5       | Arthur                           | 3    | 1            | 0                   | 0                    | 4              |
| 5       | Lenglet                          | 2    | 1            | 1                   | 0                    | 4              |
| 6       | Pérez                            | 1    | 0            | 1                   | 0                    | 2              |
| 6       | de Jong                          | 2    | 0            | 0                   | 0                    | 2              |
| 6       | Busquets                         | 2    | 0            | 0                   | 0                    | 2              |
| 6       | Alba                             | 2    | 0            | 0                   | 0                    | 2              |
| 7       | Piqué                            | 1    | 0            | 0                   | 0                    | 1              |
| 7       | Firpo                            | 1    | 0            | 0                   | 0                    | 1              |
| 7       | Dembélé                          | 1    | 0            | 0                   | 0                    | 1              |
| 7       | Roberto                          | 1    | 0            | 0                   | 0                    | 1              |
| 7       | Braithwaite                      | 1    | 0            | 0                   | 0                    | 1              |
| 7       | Rakitic                          | 1    | 0            | 0                   | 0                    | 1              |
| 7       | Semedo                           | 1    | 0            | 0                   | 0                    | 1              |
| csc     | Olayinka (SK Slavia Prague)      | 0    | 0            | 1                   | 0                    | 1              |
| csc     | Diego Costa (Atlético de Madrid) | 1    | 0            | 0                   | 0                    | 1              |
| csc     | Pau Torres (Villareal FC)        | 1    | 0            | 0                   | 0                    | 1              |
| csc     | David Alaba (Bayern Munich)      | 0    | 0            | 1                   | 0                    | 1              |
| Détails | 18 buteurs                       | 86   | 7            | 15                  | 2                    | 110            |

### Statistiques des passeurs
mis à jour le 17 août 2020
| Place   | Nom         | Liga | Coupe du Roi | Ligue des Champions | Supercoupe d'Espagne | TOTAL des passes |
| ------- | ----------- | ---- | ------------ | ------------------- | -------------------- | ---------------- |
| 1       | Messi       | 21   | 1            | 3                   | 0                    | 25               |
| 2       | Suárez      | 8    | 0            | 2                   | 1                    | 11               |
| 3       | Alba        | 5    | 1            | 1                   | 0                    | 7                |
| 4       | Rakitic     | 3    | 1            | 1                   | 0                    | 5                |
| 5       | Arthur      | 3    | 0            | 1                   | 0                    | 4                |
| 5       | Semedo      | 2    | 1            | 1                   | 0                    | 4                |
| 5       | Griezmann   | 4    | 0            | 0                   | 0                    | 4                |
| 6       | Vidal       | 2    | 0            | 1                   | 0                    | 3                |
| 6       | de Jong     | 2    | 1            | 0                   | 0                    | 3                |
| 7       | Ter Stegen  | 2    | 0            | 0                   | 0                    | 2                |
| 7       | Busquets    | 2    | 0            | 0                   | 0                    | 2                |
| 7       | Roberto     | 2    | 0            | 0                   | 0                    | 2                |
| 7       | Pérez       | 2    | 0            | 0                   | 0                    | 2                |
| 7       | Firpo       | 2    | 0            | 0                   | 0                    | 2                |
| 7       | Puig        | 2    | 0            | 0                   | 0                    | 2                |
| 8       | Lenglet     | 1    | 0            | 0                   | 0                    | 1                |
| 8       | Fati        | 1    | 0            | 0                   | 0                    | 1                |
| Détails | 17 passeurs | 64   | 5            | 10                  | 1                    | 80               |

## Maillot
Lors de cette saison, le maillot du Barça prend le motif à damiers de l'équipe de Croatie mais avec les couleurs du club (bleu et grenat). Les carrés s'inspirent de la disposition urbaine du quartier barcelonais de l'Eixample.

## Récompenses et distinctions
Le 23 septembre 2019, Lionel Messi remporte le prix The Best décerné par la FIFA au meilleur joueur de la saison passée. Ses dauphins sont Virgil van Dijk et Cristiano Ronaldo.
Le 2 décembre 2019, Lionel Messi remporte son sixième Ballon d'or récompensant le meilleur joueur mondial de l'année devançant Virgil van Dijk et Cristiano Ronaldo.
Le 17 février 2020, Lionel Messi devient le premier footballeur qui reçoit le prestigieux Prix Laureus du meilleur sportif de l'année.
Au terme de la saison, Lionel Messi remporte le Trophée Pichichi de meilleur buteur de la Liga avec 25 réalisations pour la septième fois  (Record Absolu), il remporte également le trophée du meilleur passeur avec 21 passes décisives (Record sur une saison) pour la sixième fois ce qui est également un record absolu.